# Aurélie Rivard
Pour les articles homonymes, voir Rivard.
Aurélie Rivard, née le 14 mai 1996 à Saint-Jean-sur-Richelieu (Québec), est une nageuse handisport canadienne. Elle est triple championne paralympique de natation dans la catégorie S10 aux Jeux paralympiques de 2016. Elle s'entraîne au PEPS de l'Université Laval.

## Carrière
Aurélie Rivard est née avec une main gauche sous-développée et est victime de harcèlement scolaire pendant son adolescence.
Pour sa première participation aux Jeux paralympiques d'été en 2012, elle rentre avec la médaille d'argent du 400 m nage libre S10 et participe à quatre autres finales. En 2013, elle remporte cinq médailles (trois d'argent et deux de bronze) aux Championnats du monde handisport. Cette année-là, elle reçoit la médaille du jubilé de diamant d'Élisabeth II.
Deux ans plus tard, aux Jeux du Commonwealth de 2014, elle est médaillée de bronze sur le 200 m 4 nages S10 en 2 min 32 s 09 derrière la Néo-Zélandaise Sophie Pascoe (2 min 27 s 74) et l'Australienne Katherine Downie (2 min 31 s 98).
Elle est nommée Nageuse handisport canadienne de l'année en 2015 pour la deuxième année consécutive après avoir remporté deux médailles d'or sur le 50 m et le 400 m nage libre S10 aux Championnats du monde à Glasgow (Écosse) avant de remporter sept médailles (dont six en or) aux Jeux parapanaméricains de Toronto (Canada). Lors de cette deuxième compétition, elle établit un nouveau record du monde sur le 100 m nage libre S10 en 59 s 17. Elle devient à cette occasion l'athlète féminine la plus décorée des Jeux parapanaméricains.
Lors des Jeux paralympiques d'été de 2016, Aurélie Rivard rafle trois titres sur le 50 m, le 100 m et le 400 m nage libre S10 ainsi que l'argent sur le 200 m 4 nages. Grâce à ces médailles, elle est choisie comme porte-drapeau du Canada à la cérémonie de clôture des Jeux. Cette année-là, elle est finaliste du Trophée Lou Marsh finalement remporté par Penny Oleksiak et reçoit le Prix de l'athlète de l'année du Québec avec Marianne St-Gelais.
En 2017, elle emménage à Montréal pour rejoindre le Centre de haute performance du Canada. La même année, elle est nommée Athlète paralympique canadienne de l'année pour ses nombreuses médailles gagnées dans l'année. En effet, aux Jeux parapan-pacifiques à Pasadena (Californie), elle remporte trois médailles d'or sur le 50 m, le 100 m et le 400 m nage libre S10 ainsi que l'argent sur le 100 m dos et le 200 m 4 nages ainsi que le bronze avec le relais 4 x 100 m nage libre et le 4 x 100 m 4 nages. Elle participe également aux Jeux du Commonwealth de 2018 d'où elle repart avec le bronze sur le 200 m 4 nages et aux Jeux parapan-pacifiques où elle bat son propre record du monde sur le 400 m nage libre S10.
Elle est la nageuse canadienne la plus décorée des Championnats du monde handisport 2019 avec deux médailles d'or, une d'argent et deux de bronze.
Aurélie Rivard est nommée Athlète de niveau international par lors du 47e gala SPORTSQUEBEC en 2020. Elle est également élue au Comité paralympique canadien pour les Jeux paralympiques d'été de 2020.
Lors des jeux paralympiques de Tokyo en 2021, Aurélie a battu son propre record mondial au 400m libre avec un temps de 4 minutes et 24 secondes.
Lors des jeux paralympiques d'été de 2024, elle a remporté 3 médailles : une d'argent au 100 m nage libre, une de bronze au 50 m nage libre et une d'or au 400 m nage libre,.